# Do You Hear the People Sing?
《Do You Hear the People Sing?》（法語：À la Volonté du Peuple）是法國作家雨果小說《悲惨世界》的同名改編音樂劇《悲慘世界》中的一首歌曲，樂曲背景為1832年法國爆發意圖推翻七月王朝（奧爾良王朝）的六月起義，曲風激昂悲壯，被視為反極權統治的革命代表歌曲之一。

## 背景
在音乐剧《悲惨世界》的第一幕中，拉马克将军（général Lamarque）的丧葬队伍正在行进，当安灼拉（Enjolras）与ABC朋友社的其他学生准备涌上巴黎街头进行反抗时演唱了这首歌。在音乐剧结尾则是由冉阿让（Jean Valjean）和整个剧团再次演唱。每一节的歌词都有所改动且感情越来越强烈。
歌曲内容号召人们迎难而上进行革命。歌曲提到的路障是第二幕中起义的学生们在巴黎街头竖立起来的。他们需要国民自卫军一同參與战斗，發動人民起義推翻政府。但他们的反抗最後以失敗告終。

## 法语版
在1980年音乐剧对应的概念专辑中，演唱者是米歇尔·萨尔杜。在巴黎体育宫上演时，Christian Ratellin扮演安灼拉的角色并演唱这首歌。
法语原版最初并没有打算在音乐剧结尾全员演唱，是在为英语版做了修改之后才将它作为结尾曲，这一修改也被后来的法语版所采用，且结尾法语版歌词的意思更接近英语版，而第一幕中的法语版则仍是原版本。

## 译名
| 曲名                         | 語言 | 作詞者                                                         |
| ---------------------------- | ---- | -------------------------------------------------------------- |
| À la volonté du peuple       | 法語 | Alain Boublil (阿蘭·鮑伯利)、 Jean-Marc Natel (讓-馬克·納特爾) |
| Do You Hear the People Sing? | 英語 | Herbert Kretzmer（赫伯特·克莱茨莫）                            |

## 改編作品
- 这首歌的英语版歌詞由赫伯特·克莱茨莫[5]创作于1985年[6]。在音乐剧中共出現两次。
- 在1995年的十周年特别演唱会上，这首歌由17个在不同国家扮演过冉阿让的演员联袂演出。每个演员使用自己的语言演唱一句话，其中有英语、法语、德语、日语、匈牙利语、瑞典语、波兰语、荷兰语、挪威语、捷克语、丹麦语和冰岛语。
- 在2013年土耳其反政府抗议运动中，人们演唱了一个非官方的土耳其语版本（名为Duyuyor Musun Bizi İşte Çapulcu'nun Sesi）[7]。

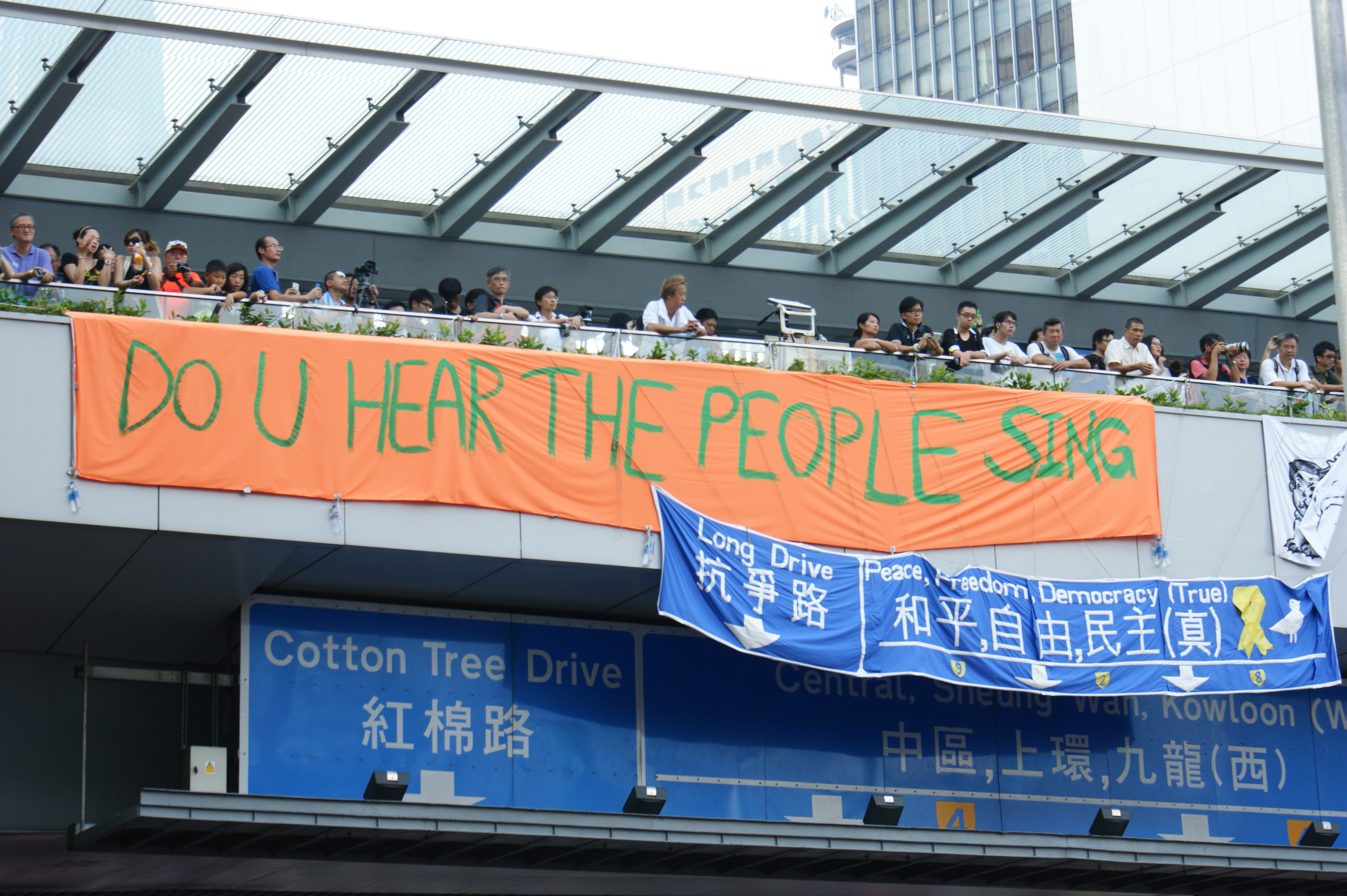
此歌曲的标题亦是雨伞革命的口号之一。

- 這首歌在台灣被改編成台語版本的《你敢有聽着咱的歌》，在大埔事件、洪仲丘事件（白衫軍運動）、太陽花學運等事件中多次出現，也有人改編成普通话版及客語版，但較未像閩南語版那樣廣為流傳。
- 这首歌在香港被改编成粤语版本的《問誰未發聲（孩子问：問誰未觉醒）》，在和平佔中（雨伞革命）和反對逃犯條例修訂草案遊行與集會列表事件中出现，因此，自反對逃犯條例修訂草案運動开始后，这首歌在QQ音乐等中国大陆在线音乐平台上受到审查，在搜索「Do You Hear the people sing」时无法显示相关结果。之后，2019年7月，这首歌的英语版本被中国大陆的在线音乐平台集体下架。[8][9][10]

## 社会运动和政治活动中的使用
在2019年香港的反對逃犯條例修訂草案運動中与《愿荣光归香港》一同被广泛传唱。
除了上文提到的台湾版和香港版，《每日电讯报》报道这首歌经常用于世界各地的抗议事件，例如2011年威斯康辛州抗議、2013年土耳其反政府抗议运动，以及澳大利亚反对麦当劳餐馆开张的示威活动。这首歌也被快闪族用于反对跨大西洋貿易及投資夥伴協議（TTIP）的示威中。
2016年，这首歌在韩国民众要求朴槿惠辞职的社会运动中作为抗议歌曲使用。
这首歌也被用来声援2020年乌克兰亲欧盟示威运动，其现场影片在YouTube上流传。
2016年9月16日，美国共和党总统候选人唐納德·川普在迈阿密的竞选活动中用到了这首歌曲。
2020年，网易云音乐下架此歌。2022年上海封城期間，有人對中國共產黨審查不滿，而在朋友圈大量轉發這首歌。
2022年11月28日晚間，浙江杭州湖滨银泰in77十字路口有上百名市民响应白紙運動，期間有轎車在附近的十字路口等紅綠燈時播放这首歌，獲得現場示威民衆好評，並受歡送離開。

## 外部連結
- 香港版本歌詞（页面存档备份，存于）
- 英語歌詞（页面存档备份，存于）